# Kościół Rumuński Zjednoczony z Rzymem
Kościół Rumuński Zjednoczony z Rzymem (rum. Biserica Română Unită cu Roma) – katolicki Kościół wschodni tradycji bizantyjskiej skupiający około 710 000 wiernych katolickich obrządku bizantyjsko-rumuńskiego, w większości w Rumunii, poza tym w Stanach Zjednoczonych.

## Historia
Kościół greckokatolicki w Rumunii został założony w okresie rządów Habsburgów w Siedmiogrodzie. Wpływ na jego powstanie miała polityka religijna cesarza Leopolda I Habsburga oraz misja jezuicka wśród prawosławnych mieszkańców Księstwa Siedmiogrodu.
Formalny akt unii kościelnej został ogłoszony na synodzie Kościoła Prawosławnego Siedmiogrodu 4 września 1700. Jednak już 7 października 1698 metropolita Alba Iulia, Atanazy Anghel zawarł interkomunię z Kościołem rzymskokatolickim.
W XIX wieku Kościół odegrał rolę w krzewieniu rumuńskiej świadomości narodowej. Po rozpadzie Austro-Węgier i zmianie granic jego wierni w większości znaleźli się na terenie Królestwa Rumunii.
Po II wojnie światowej Kościół unicki w Rumunii został poddany represjom komunistycznych władz państwowych. W 1948 unia kościelna z Kościołem rzymskokatolickim została zerwana i parafie greckokatolickie włączono w struktury prawosławnego Patriarchatu Rumunii. Wspólnota greckokatolicka jednak przetrwała działając nieformalnie w podziemiu.
Rumuński Kościół greckokatolicki odrodził się w 1990. Od 2005 Kościół Rumuński Zjednoczony z Rzymem ma rangę arcybiskupstwa większego.

## Charakterystyka
Kościół podzielony jest na: jedną archieparchię metropolitalną (Fogaraszu i Alba Iulia), której podporządkowane jest pięć eparchii (Klużu-Gherli, Lugoju, Marmaroszu, Oradea Mare, św. Bazylego Wielkiego w Bukareszcie) i jedną eparchię amerykańską (św. Jerzego w Canton), podlegającą pod Stolicę Apostolską. Wierni Kościoła mieszkają głównie w zachodniej Rumunii co jest związane z uwarunkowaniami historycznymi oraz w diasporze w Stanach Zjednoczonych Ameryki.
Na czele Kościoła Greckokatolickiego w Rumunii od 1994 stoi kardynał Lucian Mureșan, który rezyduje w Blaju.

## Galeria

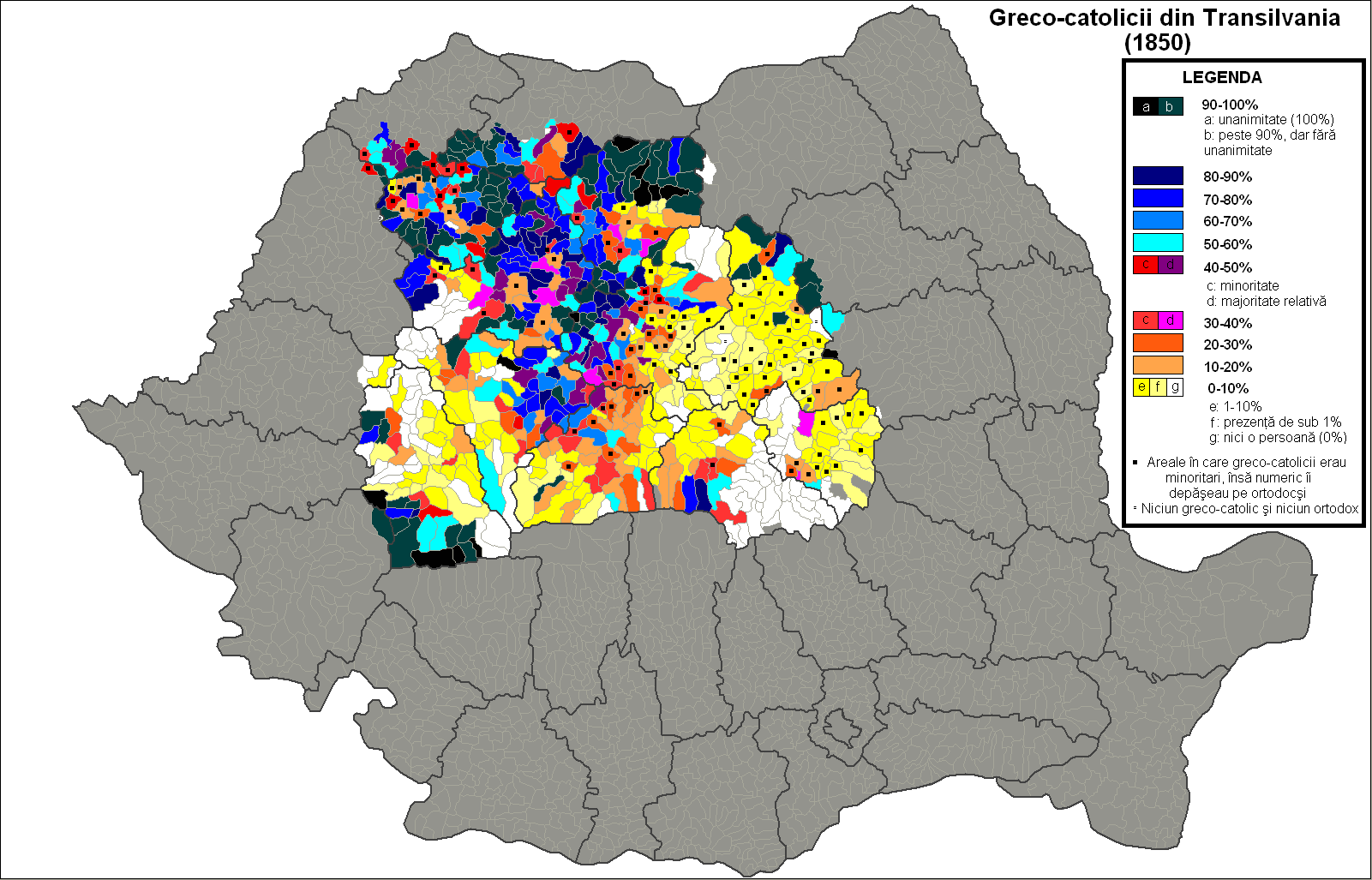
Grekokatolicy w Siedmiogrodzie w 1850.
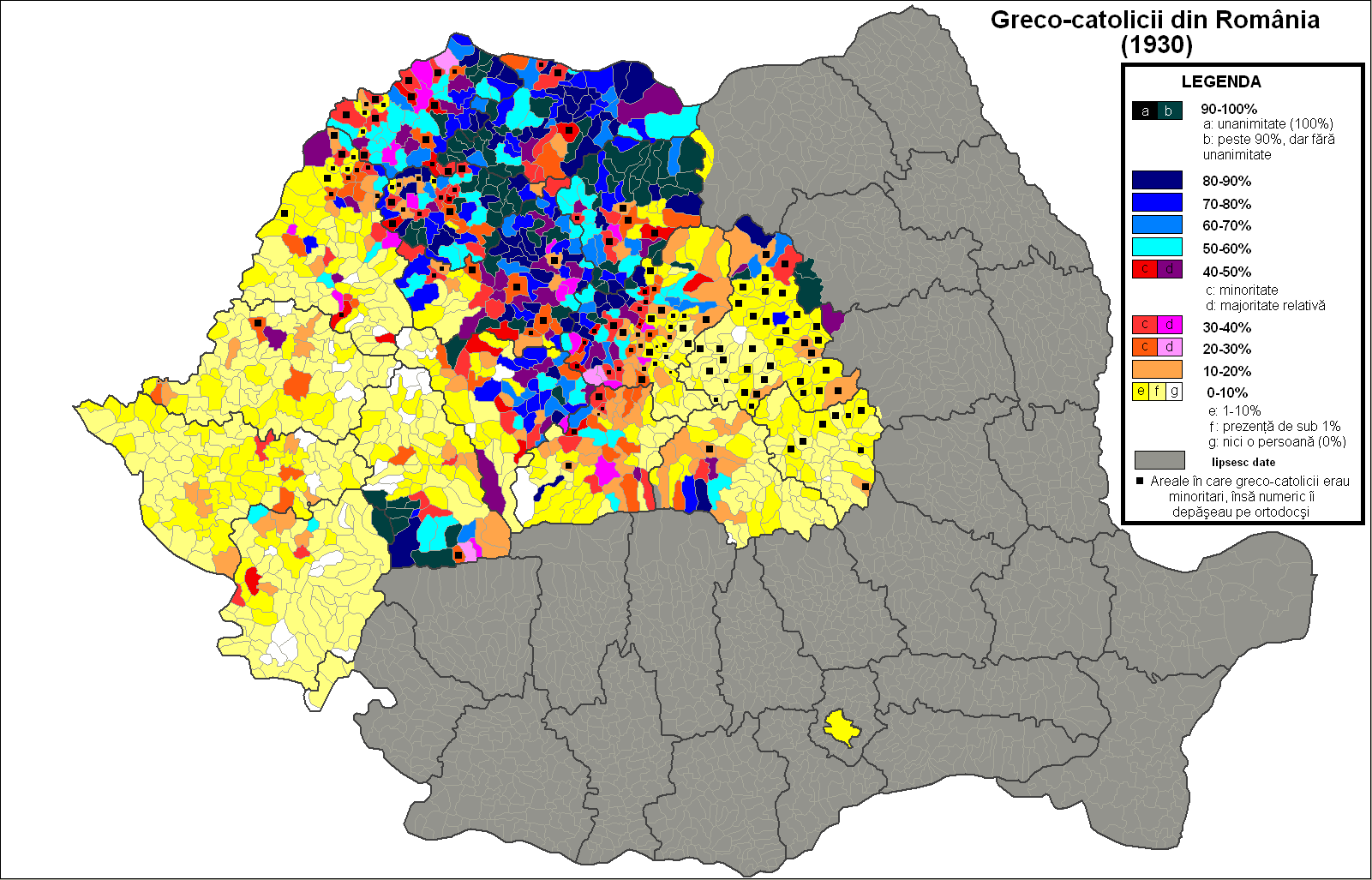
Grekokatolicy w Rumunii w 1930.
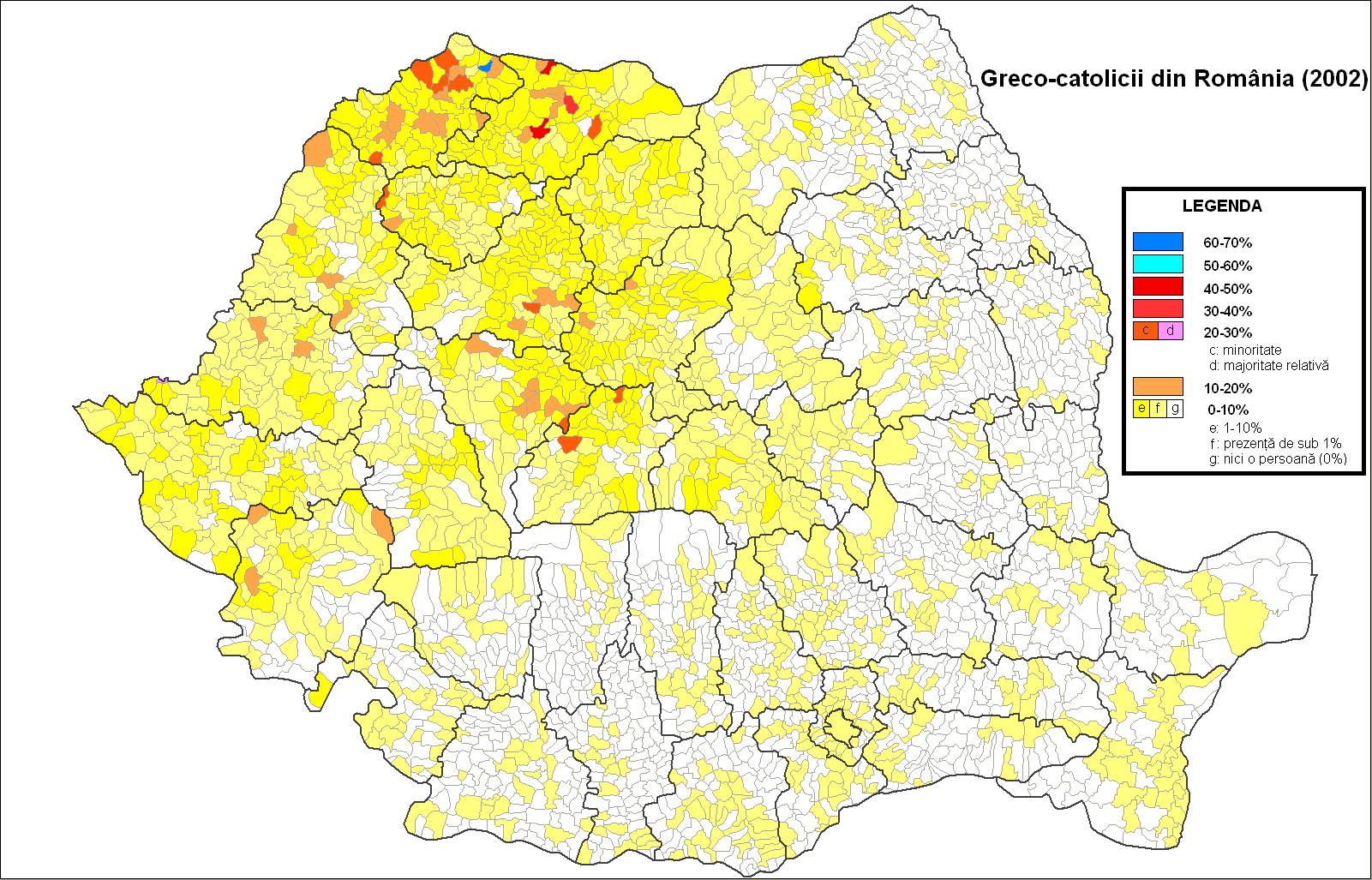
Grekokatolicy w Rumunii w 2002.
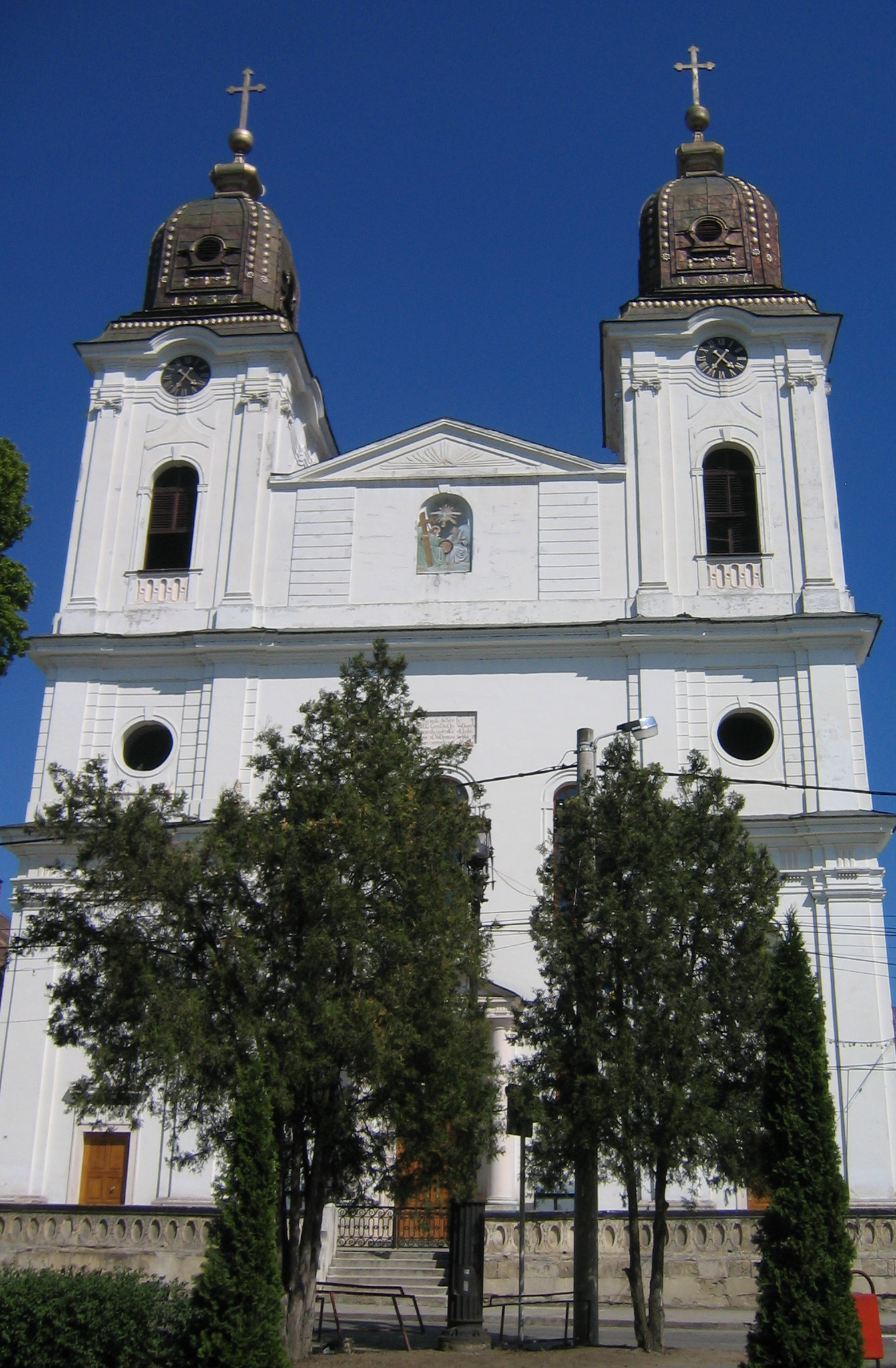
Archikatedra Świętej Trójcy w Blaju